# حدود عليا ودنيا

في نظرية الترتيب للمجموعة المرتبة جزئيا، في المثال هنا a، b، d، وe حدود دنيا للمجموعة B

نظرية الحدود العليا والدنيا (بالإنجليزية: Upper and lower bounds theorem) في الرياضيات، وتحديدًا في نظرية الترتيب، هي نظرية عن حدين، أعلى وأدنى، الحد الأعلى للمجموعة المرتبة جزئيًّا م هو العنصر ك حيث ك أكبر من أو يساوي جميع عناصر المجموعة، ويُعرف الحد الأدنى غ للمجموعة م بأنه عنصر أقل من أو يساوي جميع عناصر المجموعة؛ المجموعة المُحتوية على حد أعلى تكون مقيدة من أعلى بذلك العدد، والمجموعة المُحتوية على حد أدنى تكون مقيدة من أسفل بذلك الحد، وذلك لأن هذا الحد تنتهي فيه المجموعة.